# Juršče
Juršče je naselje u slovenskoj Općini Pivki. Juršče se nalazi u pokrajini Notranjskoj i statističkoj regiji Notranjsko-kraškoj. Do 2007. naselje je nosilo ime Jurišče.

## Stanovništvo
Prema popisu stanovništva iz 2002. godine naselje je imalo 168 stanovnika.